# Euro Truck Simulator 2
Euro Truck Simulator 2 — компьютерная игра в жанре симулятора водителя-дальнобойщика с элементами экономической стратегии. Разработана и выпущена чешской компанией SCS Software в 2012 году. Часть серии игр Truck Simulator.

## Игровой процесс

### Виртуальные водители
Разработчики постарались максимально приблизить действия искусственного интеллекта на дорогах к реальности. Трафик во многих случаях ведёт себя неожиданно. Во время движения по дорогам, компьютер выполняет не только правила дорожного движения, но и ряд других приёмов, которые взяты из реальной жизни. Например, когда игрок выезжает на главную дорогу со второстепенной, виртуальный водитель может пропустить его, предварительно дав знак, помигав фарами дальнего света и снизив скорость.

### Скоростной режим
В игре присутствуют временные и постоянные дорожные знаки, ограничивающие скоростной режим. Максимальная скорость всех грузовиков в игре по умолчанию ограничена технически до 90 км/ч (отключается в настройках игры). В исключительных случаях она может увеличиваться при движении на спусках и снижаться при движении на подъёмах, при работающем круиз-контроле, однако на ровной дороге скорость возвращается до заданной.

### Симуляция усталости
Время в игре ускорено и отличается от реального. 1 минута в игре соответствует 20 секундам реального времени в городах и 3 секундам за городом. Максимальное время сохранения бодрости водителем составляет 11 игровых часов, до истечения которых игрок должен добраться до ближайшей стоянки, чтобы отдохнуть в течение 9 часов. Если этого не сделать, водитель начинает закрывать глаза, затем, после череды штрафов «за нарушение режима труда и отдыха», водитель засыпает за рулём: монитор становится на некоторое время тёмным, и игрок теряет возможность управления грузовиком на это время, что даже на достаточно невысокой скорости и относительно несложном участке дороги может привести к ДТП. На навигаторе присутствует индикатор усталости, также время до следующей остановки на отдых можно посмотреть в навигаторе, нажав кнопку F6. Стоянки для отдыха имеются на любой АЗС или постах оплаты проезда на платных дорогах, а также в виде небольших «карманов» на обочинах двухполосных дорог или больших освещаемых парковок на автомагистралях. Кроме того, они присутствуют в городах возле мастерских, отелей и в купленных игроком гаражах. Симуляцию усталости можно отключить в настройках.

### Грузовые автомобили
В игре представлены следующие производители грузовых автомобилей «большой европейской семёрки»: DAF, Iveco, MAN, Mercedes-Benz, Renault, Scania и Volvo. 6 апреля 2021 года Renault Trucks представила свою новую линейку грузовиков T и T High в рамках совместного предприятия с SCS Software, что стало первым случаем, когда новый грузовик был анонсирован в компьютерной игре.

## Дополнения
Выпускаются различные типы дополнений к игре: географические (расширяющие игровой мир новыми территориями Европы), типы грузов для перевозок, лицензированные трейлеры и комплектующие из реального мира и косметические дополнения.

### Географические дополнения
- Going East! — 13 городов Польши, Чехии, Словакии и Венгрии (выпущено 20 сентября 2013 года).
- Scandinavia — страны Скандинавии: Дания, южная часть Норвегии и Швеции (выпущено 7 мая 2015).
- Vive la France! — 20 городов Франции (выпущено 5 декабря 2016).
- Italia — ряд итальянских городов, территории Апеннинского полуострова, Сицилии и Сардинии (выпущено 5 декабря 2017)[7].
- Beyond the Baltic Sea — территории Литвы, Латвии, Эстонии, Южной Финляндии и северо-западной части России, вместе с Калининградской областью (выпущено 29 ноября 2018).
- Road to the Black Sea — страны побережья Чёрного моря: Румыния, Болгария, а также европейская часть Турции (выпущено 5 декабря 2019)[8].
- Iberia — страны Пиренейского полуострова: Испания и Португалия, в дополнение вошли 49 новых городов, а также наконец были добавлены звуки окружения. Самое большое дополнение, расширяющее карту (выпущено 8 апреля 2021 года).
- Heart of Russia — анонсированное дополнение, которое добавит в игру Центральную Россию (но не всю страну в виду её размеров). Игровая карта будет включать по меньшей мере 19 областей, охват территории: от Петрозаводска на севере до Орла на юге и Саранска на юго-востоке. Известно о более чем 30 городах, среди которых все столицы охваченных областей, а также множество других крупных культурно значимых городов[9][10]. Анонсированы пейзажи реки Ока, русских деревень, воссозданные реальные храмы в различных городах[11] и симуляция зерновой промышленности[12]. Дополнение было анонсировано 5 марта 2021 года. Выход ожидался в первой половине 2022 года, разработка была завершена, но в итоге дополнение было отложено на неопределённый срок в связи с вторжением России на Украину[13].
- West Balkans — дополнение, которое добавило в игру страны Балканского полуострова: Албанию, Боснию и Герцеговину, Хорватию, Республику Косово, Черногорию, Северную Македонию, Сербию и Словению (выпущено 19 октября 2023 года)[14].
- Greece — дополнение, которое добавило в игру Грецию и отдельные острова. Кроме того для новых депо в игру были добавлены гостиничные комплексы и хлопковые фермы[15] (выпущено 4 декабря 2024 года[16]).
- Nordic Horizons — дополнение, находящееся в разработке, которое расширит Скандинавский регион, а именно территории Норвегии, Швеции и Финляндии[17].
- Iceland — дополнение, находящееся в разработке, которое добавит Исландию[18][первичный источник].

### Другие дополнения
Euro Truck Simulator 2 может быть дополнен различными наборами красок для грузовиков: национальная символика, тематика праздников, визуальных жанров (фэнтези, космос, retrowave и т. д.). Также существуют дополнения, которые расширяют игру за счёт использования лицензионного контента от реальных производителей, например, Krone Trailer Pack и Schwarzmüller Trailer Pack, позволяющие модифицировать шины, колёса и детали грузовиков от брендов Goodyear, HS-Schoch и Michelin. Другие дополнения позволяют расширить функциональность игры, например, Cabin Accessories DLC, позволяющее игрокам персонализировать интерьер грузовика; Heavy Cargo Pack, позволяющее перевозить тяжелые грузы или Special Transport DLC, которое даёт возможность игрокам выполнять специальные задания, в ходе которых они не могут делать остановки на местах отдыха, заправках или отдаляться от машин сопровождения.

## Разработка
В марте 2013 года SCS Software объявила о начале разработки Mac-версии игры.
В апреле 2013 года в Steam была выпущена бета-версия игры под Linux.
В июле 2013 года было выпущено большое обновление, исправляющее различные графические глюки, улучшающее сбор пошлин и добавляющее возможность отключения ограничителя скорости в настройках игры.
В октябре 2013 года SCS объявила о поддержке шлема виртуальной реальности Oculus Rift, которая появилась в бете 1.9, выпущенной в марте 2014 года.
27 февраля 2014 года компания сообщила: «Портирование ETS 2 на платформу Mac OS потребовало больше времени чем хотелось бы, но мы все же упорно работаем над этим».
Летом 2018 года, благодаря уязвимости в защите Steam Web API, стало известно, что точное количество пользователей сервиса Steam, которые играли в игру хотя бы один раз, составляет 5 982 548 человек.

## Признание
Euro Truck Simulator 2 входит в списки лучших компьютерных игр по тематике грузовых перевозок. Кроме того, игра стала своего рода новым жанровым стандартом качества, и с ней нередко сравниваются другие игры.
Также Euro Truck Simulator 2 называется игрой с, вероятно, самым большим открытым миром в истории игр.